# Rot-Weiss Essen 1963-1964
Questa voce raccoglie le informazioni riguardanti il Rot-Weiss Essen nelle competizioni ufficiali della stagione 1963-1964.

## Stagione
Nella stagione 1963-1964 il Rot Weiss Essen, allenato da Fred Harthaus, concluse il campionato di Regionalliga ovest al 10º posto.

## Rosa
| N. |                     | Ruolo | Calciatore        |
| -- | ------------------- | ----- | ----------------- |
|    | Germania (bandiera) | P     | Bernd Brodbek     |
|    | Germania (bandiera) | P     | Werner Morawski   |
|    | Germania (bandiera) | D     | Klaus Fetting     |
|    | Germania (bandiera) | D     | Werner Kik        |
|    | Germania (bandiera) | D     | Heinrich Schulten |
|    | Germania (bandiera) | D     | Adolf Steinig     |
|    | Germania (bandiera) | D     | Heinz Wassermann  |
|    | Germania (bandiera) | D     | Friedhelm Werker  |
|    | Germania (bandiera) | D     | Richard Will      |

| N. |                     | Ruolo | Calciatore             |
| -- | ------------------- | ----- | ---------------------- |
|    | Germania (bandiera) | C     | Eckehard Feigenspan    |
|    | Germania (bandiera) | C     | Manfred Frankowski     |
|    | Germania (bandiera) | C     | Heinz-Dieter Hasebrink |
|    | Germania (bandiera) | C     | Klar-Heinz Knappheide  |
|    | Germania (bandiera) | C     | Hannes Schaaf          |
|    | Germania (bandiera) | A     | Manfred Fallisch       |
|    | Germania (bandiera) | A     | E. Schulten            |
|    | Germania (bandiera) | A     | Herbert Weinberg       |
|    | Germania (bandiera) | A     | Gerd Wiedemeier        |

## Organigramma societario
Area tecnica
- Allenatore: Fred Harthaus
- Allenatore in seconda:
- Preparatore dei portieri:
- Preparatori atletici:
- Analisi video:

## Calciomercato

### Sessione estiva
| Acquisti | Acquisti           | Acquisti         | Acquisti |
| R.       | Nome               | da               | Modalità |
| -------- | ------------------ | ---------------- | -------- |
| C        | Manfred Frankowski | Duisburger FV 08 |          |
| D        | Richard Will       | Bochum           |          |

| Cessioni | Cessioni       | Cessioni          | Cessioni |
| R.       | Nome           | a                 | Modalità |
| -------- | -------------- | ----------------- | -------- |
| D        | Günter Geulich | Eintracht Treviri |          |
| D        | Otto Rehhagel  | Hertha Berlino    |          |

## Risultati

### Regionalliga

#### Girone di andata
| 4 agosto 1963 1ª giornata | Duisburger SpV | 1 – 1 | Rot-Weiss Essen |  |

| 11 agosto 1963 2ª giornata | Rot-Weiss Essen | 3 – 1 | Westfalia Herne |  |

| 18 agosto 1963 3ª giornata | Siegen | 0 – 2 | Rot-Weiss Essen |  |

| 25 agosto 1963 4ª giornata | Rot-Weiss Essen | 4 – 3 | Bayer Leverkusen |  |

| 1º settembre 1963 5ª giornata | Arminia Bielefeld | 3 – 0 | Rot-Weiss Essen |  |

| 8 settembre 1963 6ª giornata | Rot-Weiss Essen | 2 – 2 | Wuppertal |  |

| 15 settembre 1963 7ª giornata | VfB Marl Hüls | 1 – 1 | Rot-Weiss Essen |  |

| 22 settembre 1963 8ª giornata | Rot-Weiss Essen | 2 – 5 | RW Oberhausen |  |

| 22 dicembre 1963 9ª giornata | STV Horst-Emscher | 3 – 1 | Rot-Weiss Essen |  |

| 6 ottobre 1963 10ª giornata | Rot-Weiss Essen | 2 – 2 | Schwarz-Weiß Essen |  |

| Arbitro: | Schubring |

|                               |           |                |
| Martinelli 17’, 89’ Esser 48’ | Marcatori | 28’ Feigenspan |

| Essen 20 ottobre 1963 12ª giornata                                                   | Rot-Weiss Essen | 1 – 5 referto                        | Borussia M'gladbach | Stadion an der Hafenstraße (9 000 spett.) |
| \| \| \| \| \| Hasebrink 22’ \| Marcatori \| 15’, 20’, 47’ Pöggeler 60’, 62’ Kohn \| |                 |                                      |                     |                                           |
|                                                                                      |                 |                                      |                     |                                           |
| Hasebrink 22’                                                                        | Marcatori       | 15’, 20’, 47’ Pöggeler 60’, 62’ Kohn |                     |                                           |

| Arbitro: | Hennig |

|                          |           |  |
| Meyer 18’ Straschitz 61’ | Marcatori |  |

| Arbitro: | Schleißner |

|                |           |             |
| Feigenspan 34’ | Marcatori | 57’ Schmidt |

| Arbitro: | Kammann |

|  |           |                                                 |
|  | Marcatori | 24’, 74’ Feigenspan 35’ Weinberg 40’ Wiedemeier |

| Arbitro: | Brodüffel |

|                                      |           |  |
| Feigenspan 1’, 24’ Fallisch 53’, 85’ | Marcatori |  |

| Arbitro: | Versien |

|  |           |                                            |
|  | Marcatori | 29’ Feigenspan 75’ Wiedemeier 80’ Weinberg |

| Essen 1º dicembre 1963 18ª giornata                                                    | Rot-Weiss Essen | 3 – 1 referto | TuS Duisburg 1848/99 | Stadion an der Hafenstraße (8 000 spett.) |
| \| \| \| \| \| Weinberg 7’ Roß 77’ (aut.) Fallisch 82’ \| Marcatori \| 32’ Bannasch \| |                 |               |                      |                                           |
|                                                                                        |                 |               |                      |                                           |
| Weinberg 7’ Roß 77’ (aut.) Fallisch 82’                                                | Marcatori       | 32’ Bannasch  |                      |                                           |

| Arbitro: | Mix |

|              |           |               |
| Beckfeld 78’ | Marcatori | 65’ Hasebrink |

#### Girone di ritorno
| Arbitro: | Schmidt |

|                                |           |                |
| Clement 4’, 75’ Sondermann 56’ | Marcatori | 77’ Feigenspan |

| Arbitro: | Thier |

|               |           |          |
| Feigenspan 3’ | Marcatori | 69’ Poll |

| Arbitro: | Stöcklein |

|            |           |          |
| Peters 10’ | Marcatori | 79’ Will |

| Arbitro: | Wieser |

|                                       |           |                                 |
| Feigenspan 15’ Wiedemeier 65’ Kik 80’ | Marcatori | 10’ Roggensack 23’, 67’ Flieger |

| Arbitro: | Voß |

|  |           |               |
|  | Marcatori | 10’ Hasebrink |

| Arbitro: | Bonacker |

|                               |           |  |
| Wassermann 18’ Wiedemeier 83’ | Marcatori |  |

| Oberhausen 16 febbraio 1964 26ª giornata | RW Oberhausen | 0 – 0 referto | Rot-Weiss Essen | Niederrheinstadion (8 000 spett.) |

| Arbitro: | Nohr |

|                |           |          |
| Feigenspan 84’ | Marcatori | 61’ Kühn |

| Arbitro: | Siepe |

|                        |           |                           |
| Kik 48’ Feigenspan 86’ | Marcatori | 1’ Schmidt 3’, 25’ Hensen |

| Arbitro: | Nawrocki |

|  |           |                     |
|  | Marcatori | 51’, 71’ Feigenspan |

| Arbitro: | Krumnack |

|                                       |           |  |
| Mülhausen 23’ Schommen 37’ Netzer 88’ | Marcatori |  |

| Essen 22 marzo 1964 31ª giornata                                                             | Rot-Weiss Essen | 2 – 3 referto                  | Alemannia Aquisgrana | Stadion an der Hafenstraße (10 000 spett.) |
| \| \| \| \| \| Hasebrink 8’ Wiedemeier 61’ \| Marcatori \| 24’ (aut.) Will 43’, 82’ Esser \| |                 |                                |                      |                                            |
|                                                                                              |                 |                                |                      |                                            |
| Hasebrink 8’ Wiedemeier 61’                                                                  | Marcatori       | 24’ (aut.) Will 43’, 82’ Esser |                      |                                            |

| Arbitro: | Werthmann |

|                        |           |                              |
| Schult 10’ Witczak 34’ | Marcatori | 30’ Frankowski 32’ Hasebrink |

| Arbitro: | Hennig |

|  |           |             |
|  | Marcatori | 67’ Steffen |

| Arbitro: | Baumgärtel |

|               |           |                                 |
| Ullenboom 25’ | Marcatori | 23’, 88’ Hasebrink 26’ Fallisch |

| Arbitro: | Scharwächter |

|                                                                                       |           |                |
| Feigenspan 2’, 70’ Kubitza 14’ (aut.) Frankowski 28’ Fallisch 39’, 83’ Wiedemeier 53’ | Marcatori | 16’, 73’ Baron |

| Arbitro: | Wieser |

|  |           |                             |
|  | Marcatori | 5’ Schaaf 15’, 78’ Fallisch |

| Arbitro: | Eschweiler |

|              |           |                    |
| Fallisch 73’ | Marcatori | 34’ Zeitz 68’ Blum |

| Arbitro: | Blömer |

|                            |           |                                                |
| Hasebrink 59’ Schulten 74’ | Marcatori | 38’ Schwikart 64’, 84’ Schwinning 90’ Schiller |

## Statistiche

### Statistiche di squadra
| Competizione       | Punti | In casa | In casa | In casa | In casa | In casa | In casa | In trasferta | In trasferta | In trasferta | In trasferta | In trasferta | In trasferta | Totale | Totale | Totale | Totale | Totale | Totale | DR |
| Competizione       | Punti | G       | V       | N       | P       | Gf      | Gs      | G            | V            | N            | P            | Gf           | Gs           | G      | V      | N      | P      | Gf     | Gs     | DR |
| ------------------ | ----- | ------- | ------- | ------- | ------- | ------- | ------- | ------------ | ------------ | ------------ | ------------ | ------------ | ------------ | ------ | ------ | ------ | ------ | ------ | ------ | -- |
| Regionalliga ovest | 38    | 19      | 6       | 6       | 7       | 43      | 40      | 19           | 7            | 6            | 6            | 27           | 24           | 38     | 13     | 12     | 13     | 70     | 64     | +6 |
| Totale             | 38    | 19      | 6       | 6       | 7       | 43      | 40      | 19           | 7            | 6            | 6            | 27           | 24           | 38     | 13     | 12     | 13     | 70     | 64     | +6 |

### Andamento in campionato
| Giornata  | 1 | 2 | 3 | 4 | 5 | 6 | 7 | 8 | 9  | 10 | 11 | 12 | 13 | 14 | 15 | 16 | 17 | 18 | 19 | 20 | 21 | 22 | 23 | 24 | 25 | 26 | 27 | 28 | 29 | 30 | 31 | 32 | 33 | 34 | 35 | 36 | 37 | 38 |
| --------- | - | - | - | - | - | - | - | - | -- | -- | -- | -- | -- | -- | -- | -- | -- | -- | -- | -- | -- | -- | -- | -- | -- | -- | -- | -- | -- | -- | -- | -- | -- | -- | -- | -- | -- | -- |
| Luogo     | T | C | T | C | T | C | T | C | T  | C  | T  | C  | T  | C  | T  | C  | T  | C  | T  | T  | C  | T  | C  | T  | C  | T  | C  | C  | T  | T  | C  | T  | C  | T  | C  | T  | C  | C  |
| Risultato | N | V | V | V | P | N | N | P | P  | N  | P  | P  | P  | N  | V  | V  | V  | V  | N  | P  | N  | N  | N  | V  | V  | N  | N  | P  | V  | P  | P  | N  | P  | V  | V  | V  | P  | P  |
| Posizione | 8 | 5 | 3 | 3 | 5 | 5 | 7 | 8 | 10 | 10 | 12 | 14 | 15 | 15 | 12 | 11 | 10 | 9  | 10 | 10 | 10 | 10 | 11 | 10 | 9  | 9  | 9  | 9  | 9  | 9  | 10 | 9  | 11 | 9  | 9  | 9  | 9  | 10 |

Legenda:

Luogo: C = Casa; T = Trasferta. Risultato: V = Vittoria; N = Pareggio; P = Sconfitta.

### Statistiche dei giocatori
| B. Brodbek    | 15 | 0  | 0 | 0 |
| M. Fallisch   | 26 | 9  | 0 | 0 |
| E. Feigenspan | 27 | 16 | 0 | 0 |
| K. Fetting    | 28 | 0  | 0 | 0 |
| M. Frankowski | 13 | 2  | 0 | 0 |
| H. Hasebrink  | 23 | 8  | 0 | 0 |
| W. Kik        | 26 | 2  | 0 | 0 |
| K. Knappheide | 0  | 0  | 0 | 0 |
| W. Morawski   | 13 | 0  | 0 | 0 |
| H. Schaaf     | 8  | 1  | 0 | 1 |
| E. Schulten   | 6  | 0  | 0 | 0 |
| H. Schulten   | 21 | 1  | 0 | 0 |
| A. Steinig    | 23 | 0  | 0 | 0 |
| H. Wassermann | 11 | 1  | 0 | 0 |
| H. Weinberg   | 10 | 3  | 0 | 0 |
| F. Werker     | 9  | 0  | 0 | 0 |
| G. Wiedemeier | 28 | 6  | 0 | 0 |
| R. Will       | 21 | 1  | 0 | 0 |